# مهاجرت اجباری

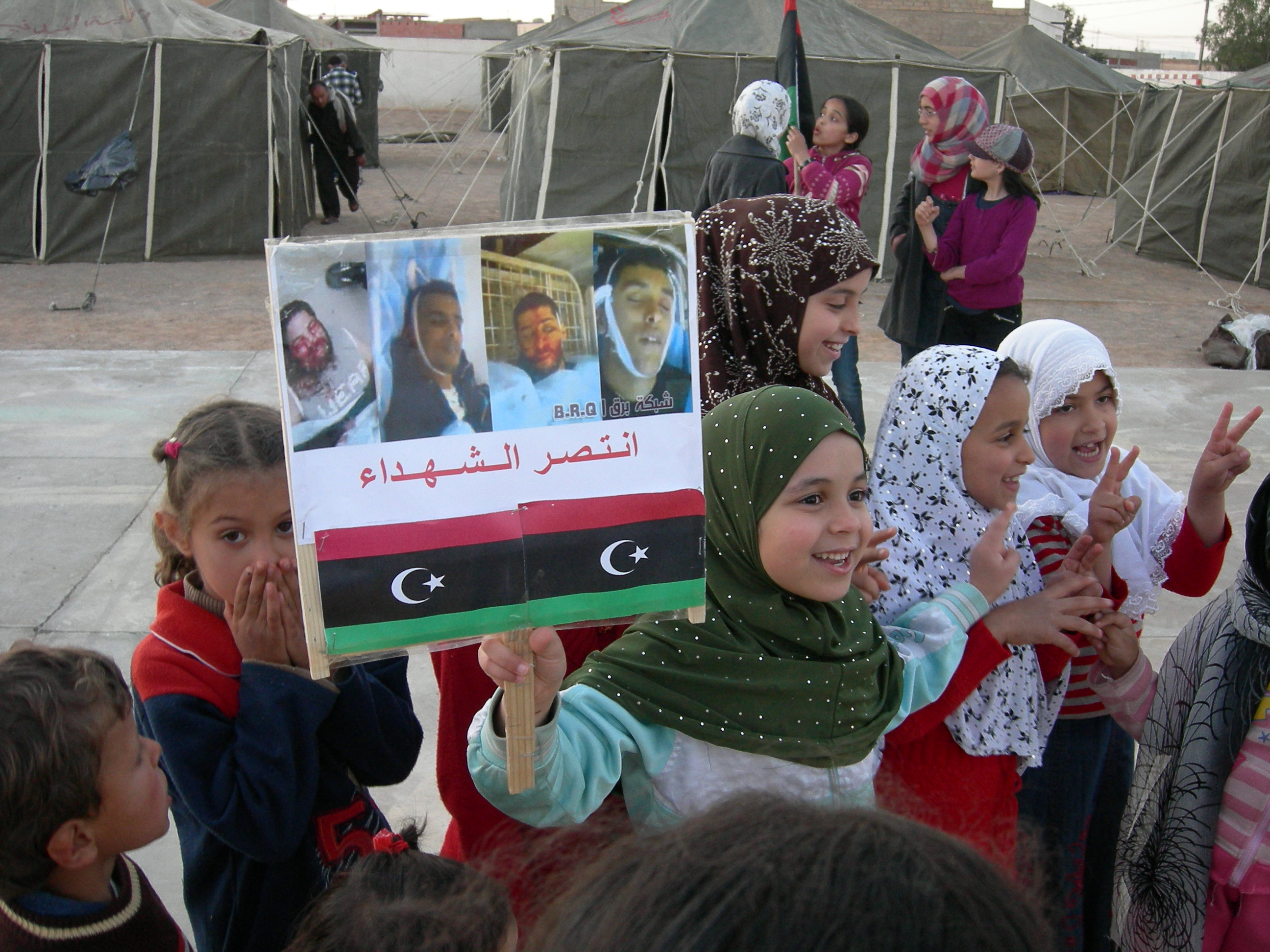
کودکان لیبیایی داخل اردوگاه پناهجویان

مهاجرت اجباری اشاره به جابجایی اجباری شخص یا اشخاص به محلی دور از خانه یا منطقه‌شان دارد. این اجبار می‌تواند خشونت‌آمیز باشد. مهاجرت اجباری در طول تاریخ به دلایل مختلف اتفاق افتاده‌است. جابجایی جمعیت به دلایلی مختلف مانند پروژه‌های کاری عمومی یا پاکسازی قومی تحمیل می‌شود. بر پایهٔ تعریفِ سازمان بین‌المللی مهاجرت، مهاجرِ اجباری کسی است که برای فرار از آزار و اذیت، جنگ، سرکوب، بلایای طبیعی یا فجایعِ بشری، تخریبِ محیط زیست یا شرایطِ دیگرِ زندگی، آزادی یا امرار معاشِ وی به خطر افتاده‌است و مجبور به گریز است.